# گیوم ترونچت
گیوم ترونچت (انگلیسی: Guillaume Tronchet; ۲۲ اکتبر ۱۸۶۷ – ۷ فوریهٔ ۱۹۵۹) معمار، و نقاش اهل فرانسه بود.
وی همچنین برندهٔ جوایزی همچون لژیون دونور (فرمانده) و جایزه بزرگ رم شده‌است.